# Мунасово
Муна́сово (рос. Мунасово) — присілок у складі Білокатайського району Башкортостану, Росія. Входить до складу Янибаєвської сільської ради.
Населення — 123 особи (2010; 193 у 2002).
Національний склад:
- башкири — 97 %